# Chilly (együttes)
A Chilly egy német diszkóegyüttes volt, amely 1978 és 1984 között létezett. Repertoárjukon ugyan több feldolgozás is szerepelt, mégis saját számaikkal aratták legnagyobb sikereiket: Come to L. A.; Johnny Loves Jenny; Simply a Love Song. Zenéjüket (főleg első albumuk kapcsán) a Giorgio Moroder nevével fémjelzett Munich Machine-hez és a francia szintetizátormágus, Cerrone muzsikájához hasonlították.

## Tagok
- Andrea Linz (1978–1979)
- Sofia Ejango (1979–1984)
- Ute Weber
- Werner Sudhoff
- Oscar Pearson

## Karriertörténet
A négytagú Chilly 1978-ban, Frankfurtban alakult Bernt Moehrle zenei producer kezdeményezésére. A színes bőrű Oscar Pearson Brooklynból származott, diplomája volt férfi kozmetikából, továbbá énekből és táncból. Werner Sudhoff Vesztfáliából érkezett, ugyancsak képzett énekes és táncos volt. Mivel a divatszakmában is voltak tapasztalatai, ő tervezte az együttes kosztümjeit. A szőke Ute Weber ismert stúdióénekesnő volt az NSZK-ban. A másik énekesnő Andrea Linz volt, aki a következő évben különféle nézeteltérések miatt távozott az együttesből. Helyét a Kamerunban született Sofia Ejango foglalta el, aki a Chilly előtt szintén évekig dolgozott stúdióénekesnőként. Az együttes bemutatkozó kislemeze, a For Your Love a The Yardbirds 1964-es örökzöldjének diszkózenei feldolgozása, amely meglepően sikeres lett, még az Amerikai Egyesült Államokban is felfigyeltek rá. A sláger közel 12 perces változatban szerepel a Chilly azonos című bemutatkozó albumán, amely szintén 1978-ban jelent meg. A 7 dalt tartalmazó lemezből a tengerentúlon több mint százezer példányt adtak el, Dél-Afrikában pedig aranylemez lett belőle. A Chilly fellépett a legnépszerűbb nyugatnémet tévés könnyűzenei műsorokban, mint például a Musikladen vagy a ZDF Disco Disco Disco című programja. 1979-ben jött a második nagylemez, a Come to L. A.. Ezen is szerepeltek feldolgozások, mint például a Cream Sunshine of Your Love, Eric Clapton Layla és a The Easybeats Friday on My Mind című számainak átiratai. (Utóbbi dalt akkoriban Gilla is feldolgozta diszkóritmusban.) A legnagyobb slágerek azonban saját dalok voltak: a címadó Come to L. A.  és a Get Up and Move, de érdemes említést tenni a Springtime című lírai szerzeményről is. 1980-ban Showbiz címmel került az üzletekbe a Chilly harmadik albuma. Erről a We Are the Popkings című felvétel lett különösen népszerű.
1981-ben született meg az együttes talán legsikeresebb slágere, a Johnny Loves Jenny. Az eredetileg kislemezen kiadott dal iránt olyan nagy volt az érdeklődés, hogy még ugyanabban az évben megjelent az azonos című album is. Akik viszont vadonatúj dalokra számítottak, azok nagyot csalódtak: csupán a kislemezen megjelent két felvétel volt új szerzemény, a többi dal a korábbi albumokról származott, ám az LP borítóján nem tüntették fel, hogy Best of jellegű kiadványról van szó. Ugyanebben az esztendőben Werner távozott a Chillyből, nélküle vették fel a Secret Lies című nagylemezt, ami 1982-ben jelent meg. Az LP nagy slágere a kislemezen már korábban kiadott Simply a Love Song volt. Kissé meglepő módon a Johnny Loves Jenny kislemez „B” oldaláról a Brainstorming is felkerült a tracklistára. A Petőfi rádió annak idején a címadó Secret Lies és a Ten Million Dollar Baby című dalt is sokszor játszotta az albumról. Az 1983-ban kiadott Devils Dance című nagylemeznek már nem volt különösebb visszhangja, és mivel addigra az eurodisco divatja is elmúlt, 1984-ben a Chilly feloszlott.

## Ismertebb lemezeik

### Kislemezek, maxik
- 1978 For Your Love / C’mon Baby
- 1979 Come to L. A. / Get Up and Move
- 1980 We Are the Popkings / Have Some Fun Tonight
- 1980 Come Let’s Go / Springtime
- 1981 Johnny Loves Jenny / Brainstorming
- 1981 Simply a Love Song / Dimension 5
- 1982 Oh, I Love You / Man from the East
- 1982 Secret Lies / Rosi Rice
- 1983 Goo Goo Eyes / Love on the Rebound
- 1985 We Are The Popkings (Jsme Králové Popu) / Come Let's Go (Pojďme Na To) (Csehszlovákia)
- 1989 For Your Love (promóciós lemez)

### Albumok
- 1978 For Your Love
- 1979 Come to L. A.
- 1980 Showbiz
- 1981 Johnny Loves Jenny (válogatás)
- 1982 Secret Lies
- 1983 Devils Dance
- 2001 Stars (válogatás)

### Weboldalak
- A Chillyről orosz nyelven
- A Chillyről német nyelven

### Videók
- For Your Love. YouTube
- Come to L. A. YouTube
- Get Up and Move. YouTube
- Johnny Loves Jenny. YouTube [halott link]
- We Are the Popkings. YouTube (csak zene)
- Simply a Love Song. YouTube (csak zene)